# 雷纳托·里奇

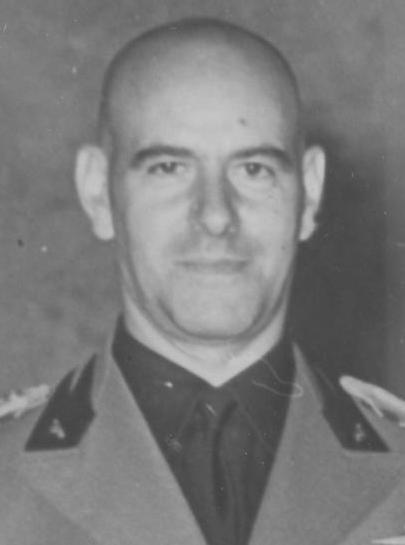
雷纳托·里奇

雷纳托·里奇（Renato Ricci，1896年6月1日—1956年1月22日）是一位意大利法西斯主義政治人物，是墨索里尼内阁时的企业部长。他在橡树行动之前就已逃到纳粹德国，墨索里尼被奧托·斯科爾茲內找到后，他们在德国与墨索里尼会合。
意大利社会共和国垮台后，受義大利抵抗運動控制的法庭判定里奇麾下的部队仅仅是一群警察，所以释放了他。里奇于1956年1月22日死在罗马。他曾被判处30年监禁，但因一场大赦而在1950年获释。 